# Diaspidiotus viticola
Diaspidiotus viticola är en insektsart som först beskrevs av Leonardi 1913.  Diaspidiotus viticola ingår i släktet Diaspidiotus och familjen pansarsköldlöss. Inga underarter finns listade i Catalogue of Life.